# Gabi Zanotti
Gabriela Maria Zanotti Demoner (* 28. Februar 1985 in Itaguaçu) ist eine brasilianische Fußballspielerin.

## Karriere

### Verein
Gabi hat ihre Karriere zunächst als Futsalspielerin bei der AE Kindermann in Caçador begonnen, mit der sie 2005 den brasilianischen Pokal gewonnen hat. Im selben Jahr ist sie in die brasilianischen Futsalnationalmannschaft für die Universitätsweltmeisterschaft in der Türkei berufen wurden.
In den Fußballsport ist sie während ihres Studiums an der Franklin Pierce University in New Hampshire umgestiegen, wo sie von 2007 bis 2009 erfolgreich College-Fußball spielte. 2010 spielte sie für eine Saison für die Hudson Valley Quickstrike Lady Blues in der USL W-League. Mit dem FC Santos gewann sie 2011 die Staatsmeisterschaft von São Paulo und schloss sich nach Auflösung des Frauenteams der AD Centro Olímpico an, mit der sie 2013 die erste brasilianische Frauenfußballmeisterschaft gewann. Mit zwölf Treffern sicherte sie sich dazu die erste Torjägerkanone der Meisterschaftshistorie.
Von 2016 bis 2017 war Gabi in der Frauenfußballmeisterschaft von China aktiv. 2018 wechselte sie zum SC Corinthians nach São Paulo.

### Nationalmannschaft
Noch während ihrer Studienzeit wurde Gabi von Nationaltrainer Kleiton Lima anlässlich des Vier-Nationen-Turniers (Torneio Internacional) 2009 erstmals in den Kader der A-Nationalmannschaft berufen. Ihr Debüt hatte sie dabei am 20. Dezember 2009 gegen Mexiko (5:2) gegeben.
2015 gehörte sie dem Kader für die Weltmeisterschaft und den XVII. Panamerikanischen Spielen in Kanada an.
| Länderspieltore A-Auswahl |       |            |           |             |       |          |                       |
| Tor                       | Spiel | Datum      | Ort       | Gegner      | Stand | Endstand | Anlass                |
| #1                        | 6     | 12.12.2010 | São Paulo | Niederlande | 3:2   | 3:2      | Torneio Internacional |
| #2                        | 11    | 24.03.2012 | Boston    | Kanada      | 1:2   | 1:2      | Freundschaftsspiel    |
| #3                        | 35    | 07.12.2016 | Manaus    | Costa Rica  | 3:0   | 6:0      | Torneio Internacional |
| #4                        | 35    | 07.12.2016 | Manaus    | Costa Rica  | 4:0   | 6:0      | Torneio Internacional |
| #5                        | 38    | 18.12.2016 | Manaus    | Italien     | 2:1   | 5:3      | Torneio Internacional |

## Erfolge

### Futsal
- Taça Brasil: 2005

### Fußball
Nationalmannschaft:
- Goldmedaille bei den Panamerikanischen Spielen: 2015
- Siegerin des Vier-Nationen-Turniers in Brasilien: 2009, 2011, 2015, 2016

Verein:
- CONMEBOL Copa Libertadores: 2019, 2023, 2024
- Chinesische Meisterin: 2016
- Brasilianische Meisterin: 2013, 2018, 2020, 2021, 2022, 2023, 2024
- Brasilianischer Superpokal: 2022, 2024
- Staatsmeisterin von São Paulo: 2011, 2019, 2020, 2021, 2023

## Auszeichnungen
- Torschützenkönigin der brasilianischen Meisterschaft: 2013
- Torschützenkönigin der CONMEBOL Copa Libertadores: 2024
- Prêmio Craque do Brasileirão:
  - Beste Spielerin: 2020
  - Mannschaft des Jahres: 2018, 2019[1], 2020[2], 2022[3]
- Bola de Prata – Mannschaft des Jahres: 2022[4]